# Spirit Airlines
Spirit Airlines — американская бюджетная авиакомпания, базирующаяся в Мирамаре, Флорида с основными направлениями полётов в Северной и Южной Америке. Spirit Airlines использует хабы в Форт-Лодердейле (Флорида) и Детройте (Мичиган). Более половины полётов компании производятся на Багамские острова, Острова Карибского моря и в Латинскую Америку.

## История
Компания была основана в 1964 году под первоначальным названием Clippert Trucking Company. В 1974 году название сменилось на Ground Air Transfer, Inc. В 1983 году начали предоставляться услуги авиаперевозок силами чартерного оператора Charter One Airlines со штаб-квартирой в Макоме (штат Мичиган) по направлениям Атлантик-Сити, Лас-Вегас и Багамские острова.
В 1990 году Charter One начал регулярные авиаперевозки из Бостона и Провиденс (штат Род-Айленд) в Атлантик-Сити. 29 мая 1992 года Charter One ввёл реактивные самолёты в свой флот, сменив название на Spirit Airlines и начав полёты между Детройтом и Атлантик-Сити.
В апреле 1993 года Spirit Airlines начала регулярные рейсы в города Флориды. За следующие пять лет Spirit расширила географию полётов, включив в неё Лос-Анджелес, Нью-Йорк и штат Южная Каролина.
В ноябре 1999 года Spirit Airlines перевела свою штаб-квартиру из Мичигана в Мирамар, Флорида. В ходе экспансии рынка были добавлены полёты в Чикаго. В ноябре 2001 года Spirit начала полёты в Сан-Хуан (Пуэрто-Рико) и ввела полностью испаноязычную поддержку для пассажиров, включая веб-сайт и бронирование.
В 2002 году Spirit начала полёты в Денвер (Колорадо) (позднее это направление было закрыто) и в Лас-Вегас (Невада).
Осенью 2003 года Spirit возобновила полёты в Вашингтон, в столичный Национальный аэропорт имени Рональда Рейгана, приостановленные после терактов 11 сентября 2001 года и начала полёты в Канкун, Мексика.
В мае 2009 года, после более четырех лет переговоров между компанией и профсоюзом пилотов Air Line Pilots Association (ALPA), пилоты Spirit начала забастовку, требуя повышения заработной платы, которая была одной из самых низких среди пилотов самолётов Airbus A320 в США. 12 июня 2010 года компания была вынуждена остановить перевозки. Это была крупнейшая забастовка профсоюза пилотов с 2001 года.
Перевозки возобновились 18 июня после того, как компания согласилась с требованиями профсоюза.
В 2010 году Spirit Airlines стала первой американской авиакомпанией, взимавшей дополнительную плату за ручную кладь.
В декабре 2019 года Spirit Airlines анонсировала намерение приобрести 100 новых самолётов Airbus A320neo.
В период глобальной пандемии COVID-19 компания была вынуждена отправить в неоплачиваемый отпуск от 20 до 30 % своих сотрудников In August, some pilots and flight attendants agreed to take a voluntary leave of absence or have their work schedule temporarily reduced to avoid layoffs.. Компания получила около 334 млн долларов по программе Coronavirus Aid, Relief, and Economic Security Act (CARES Act) для поддержания своей деятельности в условиях всеобщего карантина.

### Попытки слияния
В феврале 2022 Spirit объявила о намерении Frontier Airlines приобрести компанию. Если бы сделка была заключена, то новая компания стала бы пятой крупнейшей авиакомпанией США, однако акционеры Spirit отклонили предложение Frontier.
В апреле 2022 года JetBlue предложила выкупить акции компании по цене 33 доллара за акцию, что в итоге обошлось бы в сумму 3,6 млрд долларов, но на следующий месяц совет директоров Spirit также отклонил эту сделку, объясняя это тем, что сделку не одобрило бы антимонопольное агентство США. JetBlue всё же достигло договоренности о приобретении акций компании по цене 33,5 долларов за штуту плюс дополнительные выплаты акционерами Spirit. Объединившаяся компания стала бы пятой крупнейшей авиакомпанией США. Сделка была одобрена акционерами 19 октября 2022 года, однако её заблокировало антимонопольное агентство, подав на JetBlue в суд В материалах дела указывается, что объединение может привести к "повышению цен, сокращению объема перевозок и причинению вреда миллионам потребителей" The trial began in October 2023.. В ходе суда 16 января 2024 года федеральный судья заблокировал сделку. В результате этого акции компании рухнули на 47 %, поставив под угрозу её существование.
В октябре 2024 года акции авиакомпании подскочили на 15 % на фоне объявления о планах по продаже 23 старых самолетов Airbus и сокращении рабочих мест. При этом с начала года бумаги Spirit Airlines упали на 80 %.

## География полётов
Spirit Airlines в настоящее время совершает полёты в 40 городов в Центральной Америки, Карибского бассейна, Южной Америки и США.

## Флот
По состоянию на август 2025 года флот Spirit Airlines состоит из следующих самолётов, средний возраст которых составляет 6,1 года:
Spirit Airlines имеет второй по наименьшему возрасту флот самолётов Airbus в обеих Америках после мексиканской авиакомпании Volaris.